# NGC 5837
NGC 5837 أو إن جي سي 5837 هي مجرة حلزونية ضلعية في كوكبة العواء. تم اكتشافها في 19 يونيو 1887 عن طريق لويس سويفت.

## المستعرات
تم اكتشاف مستعر أعظم نوع 1أ "SN 2014ac" في 9 مارس 2014 وتم اكتشاف مستعر أعظم نوع 2 "SN 2015z" في 16 يونيو 2015.